# Isadelphina retracta
Isadelphina retracta är en fjärilsart som beskrevs av George Francis Hampson 1910. Isadelphina retracta ingår i släktet Isadelphina och familjen nattflyn. Inga underarter finns listade i Catalogue of Life.

## Bildgalleri

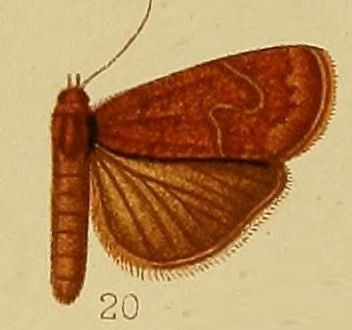